# Polyblastus amurensis
Polyblastus amurensis là một loài tò vò trong họ Ichneumonidae.